# Hatch (Utah)
Hatch és una població dels Estats Units a l'estat de Utah. Segons el cens del 2000 tenia 127 habitants.

## Demografia
Segons el cens del 2000, Hatch tenia 127 habitants, 41 habitatges, i 33 famílies. La densitat de població era de 181,6 habitants per km².
Dels 41 habitatges en un 39% hi vivien nens de menys de 18 anys, en un 63,4% hi vivien parelles casades, en un 9,8% dones solteres, i en un 19,5% no eren unitats familiars. En el 17,1% dels habitatges hi vivien persones soles el 7,3% de les quals corresponia a persones de 65 anys o més que vivien soles. El nombre mitjà de persones vivint en cada habitatge era de 3,1 i el nombre mitjà de persones que vivien en cada família era de 3,48.
Per edats la població es repartia de la següent manera: un 33,1% tenia menys de 18 anys, un 11% entre 18 i 24, un 22% entre 25 i 44, un 20,5% de 45 a 60 i un 13,4% 65 anys o més.
L'edat mediana era de 28 anys. Per cada 100 dones de 18 o més anys hi havia 77,1 homes.
La renda mediana per habitatge era de 37.083 $ i la renda mediana per família de 45.000 $. Els homes tenien una renda mediana de 27.083 $ mentre que les dones 25.938 $. La renda per capita de la població era de 12.776 $. Entorn del 5,9% de les famílies i el 2,9% de la població estaven per davall del llindar de pobresa.

## Poblacions més properes
El següent diagrama mostra les poblacions més properes.